# Rhinoceros (Gattung)
Rhinoceros ist eine Gattung aus der Familie der Nashörner, die wiederum zu den Unpaarhufern gehört. Die Gattung umfasst die einhörnigen Nashörner Asiens und stellt mit dem Panzernashorn und dem Java-Nashorn zwei heute noch lebende, allerdings vom Aussterben bedrohte Arten.

## Merkmale

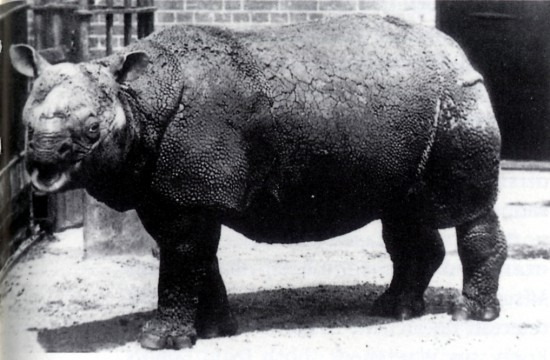
Das heute vom Aussterben bedrohte Java-Nashorn im Zoo von London (1880).

Die Gattung Rhinoceros umfasst relativ große Nashornvertreter, die eine Kopf-Rumpf-Länge von 300 bis 380 cm und ein Gewicht von jeweils über 2 t erreichen, das Panzernashorn stellt dabei die größere der beiden rezenten Arten dar. Der Körper ist robust gebaut und besitzt kurze und kräftige Gliedmaßen. Der Kopf, der eine Länge von 50 bis 65 cm erreicht, ist relativ groß, dennoch im Vergleich zu den anderen rezenten Nashörnern aufgrund von Kürzungen im Gesichtsbereich kleiner als bei diesen. Sehr markant ist hierbei der deutlich keilförmige Umriss des Schädels mit einem schmalen aber deutlich gerundeten Nasenbein und einem kurzen und recht- bis leicht stumpfwinklig gestalteten Hinterhauptsbein, das einen kräftigen Wulst besitzt. Durch die Form des Hinterhauptsbeines hat Rhinoceros eine relativ hohe Kopfhaltung, die alle anderen heutigen Nashorngattungen übertrifft. Außerdem weist die Stirnline zwischen Nasen- und Hinterhauptsbein eine deutliche Sattelung auf. Von den anderen rezenten Nashorngattungen unterscheidet sich Rhinoceros weiterhin durch sehr deutlich ausgeprägte Hautfaltungen, die sich im Nacken und an den oberen Enden der Gliedmaßen befinden, bzw. um den Körper führen. Andere Besonderheiten sind markante Hautbildungen, wie warzenartige Knubben oder pentagonale bzw. hexagonale Segmentbildungen, die bei anderen Nashornlinien ebenfalls nicht auftreten. Ein deutlicher Unterschied ist das Vorhandensein eines nur einzelnen Hornes, welches auf der Nase sitzt (Nasalhorn), was Rhinoceros von den zweihörnigen Nashörnern Afrikas und Asiens abhebt. Das aus Keratin bestehende Horn ist auch das in der Regel kürzeste der Nashorngattungen und wird maximal 60 cm lang. Es ist kegelförmig und steigt steil auf, seltener ist es an der Spitze nach hinten gebogen. In der Gebissstruktur besitzt Rhinoceros das umfangreichste Vordergebiss mit maximal zwei Paaren an Schneidezähnen, wobei die unteren äußeren Schneidezähne dolchartig verlängert sind und nach vorn ragen, die oberen eine plattige Form besitzen und senkrecht im Kiefer stehen. Die anderen rezenten Nashorngattungen besitzen dagegen maximal ein Paar oder gar keine Schneidezähne. Die Prämolaren und Molaren ähneln bis auf einzelne Zahnmerkmale denen der anderen heutigen Nashörner. Die Prämolaren sind deutlich molarisiert, so dass sie den hinteren Backenzähnen weitgehend gleichen.

## Verbreitung und Lebensraum
Die Verbreitung von Rhinoceros beschränkt sich heute auf die nördlichen Gebiete des Indischen Subkontinentes und die Westspitze der Insel Java im Malaiischen Archipel. Die bevorzugten Biotope sind dabei baumbestandene Offenlandschaften, Auenwälder und dichter Tropischer Regenwald. In historischer Zeit war die Verbreitung wesentlich weiter und die Gattung kam auch in Indochina vor. Eine gemeinsame Arealnutzung der beiden rezenten Arten kam dabei im östlichen Teil Indiens und in Bangladesch vor. Die größte Ausdehnung erreichte die Gattung jedoch im Pleistozän, wo sie mit verschiedenen Arten und in teilweise überlappenden Lebensräumen weite Teile Süd- und Südostasiens sowie die südlichen Gebieten Ostasiens besiedelte.

## Lebensweise

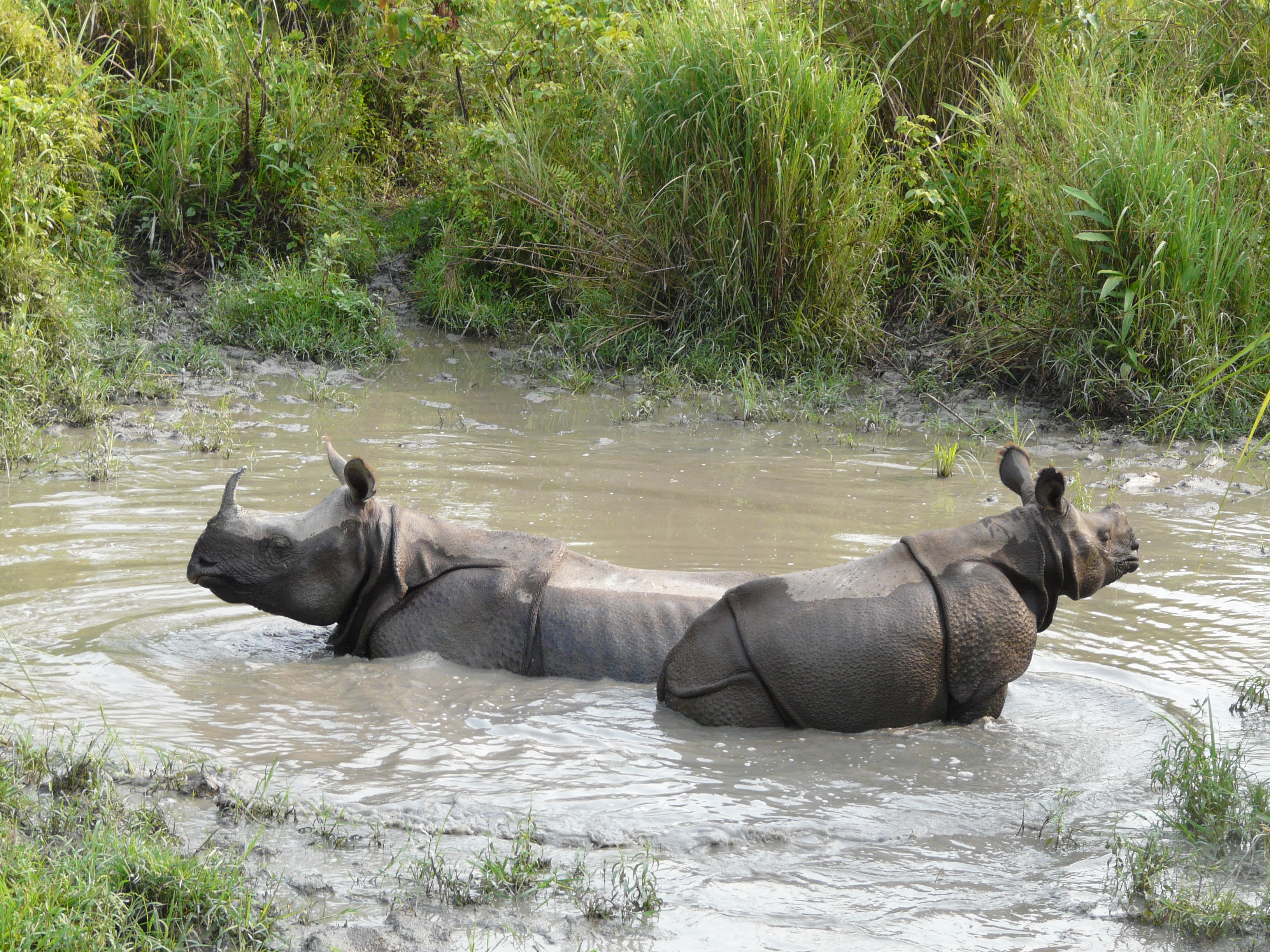
Panzernashörner im Jaldapara-Nationalpark

Wie alle Nashörner sind die Vertreter von Rhinoceros dämmerungs- bis nachtaktiv. Tagsüber ruhen sie oder suhlen und baden sich. Weiterhin sind sie territorial und einzelgängerisch, Gruppenbildungen kommen überwiegend zwischen Muttertier und Kalb vor. Einzelne Territorien werden mit Urin und Kot markiert. Die innerartliche Kommunikation findet daher meist über den Geruchssinn statt, daneben gibt es aber auch zahlreiche und verschiedene Lautäußerungen, deren Intensität je nach Nashornart unterschiedlich ist. Während der Brunft kommt es zu Kämpfen unter den Bullen, die selten mit den Hörnern, sondern mit den scharfen Unterkieferschneidezähnen ausgeführt werden. Die Tragzeit dauert in der Regel zwischen 16 und 18 Monaten. Es wird stets nur ein Kalb geboren und bis zum Alter von etwa einem Jahr gesäugt. Dieses bleibt dann noch maximal zwei Jahre beim Muttertier, bis es von ihr vor der Geburt des nächsten Kalbes vertrieben wird. Die Lebenserwartung beträgt rund 40 Jahre.

## Ernährung
Vertreter der Gattung Rhinoceros sind Pflanzenfresser und weitgehend auf weiche Pflanzenkost wie Blätter, Zweige oder Rinde spezialisiert, die sie aufgrund der hohen Kopfhaltung von mittelhohen Büschen oder auch kleinen Bäumen weiden. Die Nahrung wird dabei mit Hilfe der spitzen Oberlippe abgezupft. Nur das Panzernashorn weicht vor allem in Trockenzeiten teilweise auf härtere Grasnahrung aus. Als guter Schwimmer vermag dieses zusätzlich unter der Wasseroberfläche Nahrung zu sich zu nehmen, was bisher von keiner anderen Nashornart bekannt ist. Weiterhin sind Salzlecken sehr wichtig.

## Systematik
Rhinoceros ist eine Gattung aus der Untertribus der Rhinocerotina innerhalb der Unterfamilie der Rhinocerotinae. Die Schwestergruppe der Rhinocerotina bilden die Dicerorhinina mit dem Sumatra-Nashorn. Die beiden Linien trennten sich nach Untersuchungen an der mitochondrialen DNA im Oberen Oligozän vor 26 Millionen Jahren. Der Gattung Rhinoceros gehören die heute lebenden Arten Panzernashorn (R. unicornis) und Java-Nashorn (R. sondaicus) an. Die Aufspaltung in die beiden Arten vollzog sich laut denselben Analysen im Mittleren Miozän vor knapp 12 Millionen Jahren. Nach anderen Untersuchungen ereignete sich die Trennung der Rhinocerotina von den Dicerorhinina erst vor gut 14,8 Millionen Jahren. Dementsprechend diversifizierten sich die Rhinocerotina vor 4,3 Millionen Jahren und damit im Unteren Pliozän.
Fossil sind rund ein Dutzend weitere Arten beschrieben worden, von denen die meisten heute aber zum Panzernashorn gestellt werden. Die wenigen verbliebenen fossilen Arten unterliegen darüber hinaus in der Fachwelt einer  ebenfalls starken Kontroverse. Problematisch ist vor allem der Status von R. philippinensis, das über mehrere Kieferfragmente von der Insel Luzon bekannt ist und von Ralph von Koenigswald 1956 erstmals beschrieben wurde. Einige Paläontologen hielten die Funde aufgrund ihrer isolierten geographischen Lage außerhalb der Inseln des Sundaschelfs für sehr zweifelhaft, im Jahr 2021 wurden sie jedoch als zur Gattung Nesorhinus gehörig beschrieben, die eine der wenigen verzwergten Formen der Nashörner repräsentiert. Sehr unterschiedlich wird auch der Status von R. sivalensis beurteilt, welches auf einer Beschreibung von Hugh Falconer und Proby Thomas Cautley aus dem Jahr 1847 basiert und ursprünglich in die Ahnenreihe des Panzernashorns gestellt wurde. Heute möchten einige Forscher diese Art eher den rezenten Rhinoceros-Vertretern zuordnen, je nach Auffassung gehört sie zum Panzernashorn oder zum Java-Nashorn. Ebenfalls nicht unumstritten ist R. sinensis, das 1870 von Richard Owen anhand einiger Zahnfunde aus dem südlichen China beschrieben wurde und die heute die häufigste fossile Nashornart des Pleistozäns in dieser Region ist. Die besondere Hochkronigkeit der Backenzähne lässt möglicherweise auf einen spezialisierten Grasfresser schließen, jedoch gibt es bis heute keinen vollständigen Schädel. Außerdem wurde das Taxon immer wieder als „Abfalleimer“ für alle aufgefundenen pleistozänen Nashornfunde in Südchina genutzt, so dass die Eigenständigkeit der Art bis heute nicht geklärt ist. Aus diesen Taxon wurde im Jahr 2014 Rhinoceros fusuiensis herausgelöst und anhand einiger isolierter Zähne aus der Yanliang-Höhle im südchinesischen Autonomen Gebiet Guangxi beschrieben. Die Funde datieren in das Unterpleistozän. Insgesamt gelten folgende Arten heute als anerkannt:
- R. fusuiensis Yan, Wang, Jin & Mead, 2014
- R. sinensis Owen, 1870
- R. sivalensis Falconer & Cautley, 1847
- R. sondaicus Desmarest, 1822 (Java-Nashorn)
- R. unicornis Linnaeus, 1758 (Panzernashorn)

Die wissenschaftliche Erstbenennung der Gattung Rhinoceros erfolgte 1758 durch Linnaeus, der Name war aber schon vorher im Gebrauch, etwa durch Albrecht Dürers bekannten Holzschnitt Rhinocerus aus dem Jahr 1515. Auch der römische Dichter Martial (40–102) verwendete bereits den Begriff in seiner Gedichtssammlung Liber Spectaculorum im Jahr 80, in der er unter anderem den Auftritt eines Nashorns in einem römischen Zirkus pries.  Linnaeus ordnete in seinem Werk Systema Naturae neben dem Panzernashorn auch das afrikanische Spitzmaulnashorn (Diceros bicornis) in die Gattung ein und trennte beide Arten anhand der Anzahl der Hörner. Zudem sah er die Heimat des Spitzmaulnashorns in Indien. Die Existenz von zwei Nashornarten mit einer variierenden Hornanzahl war damals nicht vollständig akzeptiert. Petrus Camper, ein niederländischer Arzt, konnte 1771 mit der Untersuchung eines zweihörnigen Nashorns aus Afrika nicht nur anhand der Anzahl der Hörner, sondern auch aufgrund des abweichenden Gebissaufbaus aber beweisen, dass beide Arten voneinander getrennt waren. Im Jahr 1821 verwies dann John Edward Gray das Spitzmaulnashorn in die neue Gattung Diceros.

## Stammesgeschichte
Die Gattung Rhinoceros ist fossil erstmals im späten Pliozän vor 3,3 Millionen Jahren in den Siwaliks in Südasien nachgewiesen. Die Basalform wird R. sivalensis zugewiesen. Eine mögliche Vorgängerform ist das riesenhafte Punjabitherium, das ebenfalls im Pliozän in den Siwaliks lebte. Von Rhinoceros unterscheidet sich Punjabitherium durch den weniger kurzen Schädel und das Vorhandensein eines zweiten Horns auf der Stirn. Gemeinsamkeiten stellen u. a. die Verschmelzungen der Knochenzapfen unterhalb des Gehörganges und der deutlich gesattelte Oberschädel dar, die allen Rhinocerotina zu eigen sind. Da aber Punjabitherium noch eine längere Schnauze und vor allem deutlich hochkronige Zähne besaß, ist es wahrscheinlich nur ein Schwestertaxon mit gemeinsamem Vorfahren. Dieser ist möglicherweise das schon seit dem Mittelmiozän auftretende Gaindatherium, ebenfalls aus den Siwaliks, das an der Basis der Rhinocerotina steht.
R. sivalensis lebte weitgehend im späten Pliozän. Zu den frühesten Nachweisen des Java-Nashorns gehören Funde aus Sangiran auf Java, die beide dem frühen Pleistozän angehören. Ähnlich alt und möglicherweise derselben Art zugehörig sind Zahnfunde und Reste des Körperskelettes von einer Terrasse des Irrawaddy bei Pauk in Myanmar, allerdings könnten diese auch Rhinoceros fusuiensis zugeschrieben werden, das weiterhin von Funden aus dem südlichen China bekannt ist. Ebenfalls im späten Frühpleistozän oder erst im frühen Mittelpleistozän ist erstmals R. sinensis im südlichen Ostasien nachgewiesen, so u. a. an der frühmenschlichen Fundstelle Yuanmou in der Provinz Yunnan. Aus dem Mittelpleistozän ist dann der erste eindeutige Nachweis des Panzernashorns sowohl in Indien am Narmada-Fluss als auch auf Java zu verzeichnen. Im weiteren Verlauf des Mittel- und Jungpleistozäns tritt Rhinoceros im gesamten Raum von Süd- und Südostasien sowie dem südlichen Ostasien auf und besiedelt auch verschiedene Inseln des Sundaschelfs. Zu dieser Zeit teilen sich in Indochina die verschiedenen Arten noch gemeinsame Habitate. Zu Beginn des Holozän sind dann nur noch Panzer- und Java-Nashorn nachweisbar. Dabei wurden diese durch verstärkte Jagd vor allem in historischer Zeit mehr und mehr auf die heutigen restlichen Refugien zurückgedrängt.

## Bedrohung und Schutz
Die beiden rezenten Arten der Gattung Rhinoceros sind vom Aussterben bedroht. Die IUCN führt das Panzernashorn als gefährdet, während das Java-Nashorn als vom Aussterben bedroht gilt. Gegenwärtig leben beide Nashornarten frei nur in verschiedenen Nationalparks. Bestandszählungen und -schätzungen Ende des Jahres 2019 ergaben mehr als 3600 Panzernashörner in Indien und Nepal und nur rund 63 bis 67 Java-Nashörner im Westen der Insel Java als letztem Refugium. Eine kleine Population von Java-Nashörnern im Cat-Tien-Nationalpark im Süden Vietnams wurde Oktober 2011 von WWF-Experten für erloschen erklärt. Damit ist das Java-Nashorn eine der seltensten Großsäugetierarten der Erde.  Spezielle Zucht- und Wiederbesiedlungsprojekte sollen den Bestand beider Arten stabilisieren und anheben.